# Mitjas Liebe

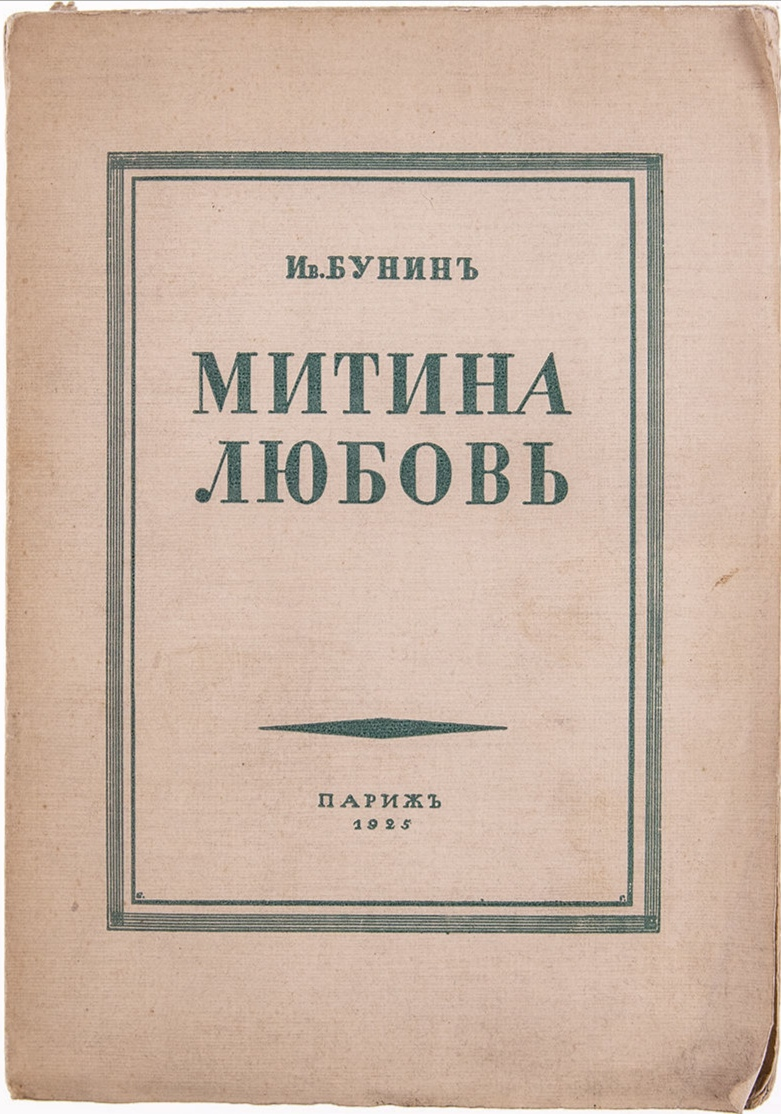

Mitjas Liebe (russisch Митина любовь, Mitina ljubow) ist eine Erzählung des russischen Nobelpreisträgers für Literatur Iwan Bunin, die am 14. September 1924 in den Meeralpen vollendet wurde und 1925 in den Pariser Sowremennyje sapiski erschien. Käthe Rosenbergs Übertragung ins Deutsche brachte Fischer im selben Jahr in Berlin heraus.
Die Obsession des verschlossenen Müßiggängers Mitja endet tödlich.

## Inhalt
Der junge Gutsbesitzer Mitri Palytsch, Mitja genannt, verliebt sich als Student in Moskau in die hüsche Katja. Das Mädchen besucht eine private Schauspielschule. Als sich der lüsterne Schuldirektor dem attraktiven Mädchen unzweideutig nähert, kann Mitjas Liebe zu Katja fast erschöpfend mit Eifersucht umschrieben werden. Der doch ziemlich bejahrte Rivale gebärdet sich, als sei Katja bereits sein Eigentum. Mitja möchte in seinem „rasenden Schmerz“ am liebsten die Geliebte umbringen. Bunin schreibt über Mitja: „War es Katjas Seele oder war es ihr Körper, was ihm fast die Sinne raubte, … wenn er ihr die Bluse aufknöpfte und ihre paradiesisch schöne, jungfräuliche Brust küßte, die sie ihm mit rührender Ergebenheit und der Schamlosigkeit reinster Unschuld darbot?“
Für das kommende Frühjahr und den Sommer vereinbaren Katja und Mitja der Eifersüchteleien wegen eine halbjährige Auszeit. Sie will die schöne Jahreszeit im russischen Süden verbringen und er fährt mit der Bahn in die Heimat auf sein kleines Gut in die Gegend um Werchowje.
Der Aufenthalt auf dem Lande wird zur Qual. Katja beantwortet keinen von Mitjas Briefen. Der Unglückliche, der aus Langeweile Pissemski liest, aber nicht versteht, schreit durch die Allee des Gutsparkes: „Wenn in einer Woche kein Brief da ist, erschieße ich mich!“
Bald reitet Mitja nicht mehr zur Post und schreibt auch nicht mehr. Die immer lustigen Mädchen, die auf dem Gut Erdarbeiten ausführen müssen, nennen den mageren Mitja Windhund. Der junge Mann sucht einen Weg, auf dem er ohne Katja leben kann und lässt sich mit Aljonka, der jungen Frau des Försters Trifon, ein. Mitja bezahlt den Liebesdienst Aljonkas in der Laubhütte im Park hinter Akazien, Flieder, Johannisbeeren, Kletten, Beifuß und hohem Gras mit fünf Rubeln. Aljonkas wiederholtes „Na, denn mal fix“ während des Geschlechtsverkehrs widert Mitja an. Der Held schießt sich sodann mit dem Revolver „kraftvoll und genüßlich“ in den Mund. Kurz vor dem Suizid hatte ihm Katja in einem knappen Brief – dem einzigen während jenes Sommers – das Aus der Beziehung mitgeteilt.

## Rezeption
- 1983. Kasper schreibt, Michail Prischwin, Fjodor Stepun und Henri de Régnier hätten den Text gelobt. Thomas Mann habe Mitjas Liebe als „die unvergleichliche epische Überlieferung und Kultur“ Russlands anerkannt. Rilke habe geäußert, für Mitja hat nach Katjas Brief das Leben seinen Sinn verloren.[7]

## Deutschsprachige Ausgaben
- Mitjas Liebe. S. 7–77 in: Iwan Bunin: Mitjas Liebe. Fünf Erzählungen. Aus dem Russischen von Erich Ahrndt (enthält noch: Der erste Tag der Großen Fasten. Der Gottesbaum. Heinrich. Kalter Herbst). 141 Seiten. Piper (Serie Piper, Bd. 1529), München 1992, ISBN 3-492-11529-2

Verwendete Ausgabe:
- Mitjas Liebe. Deutsch von Erich Ahrndt. S. 106–176 in: Iwan Bunin: Dunkle Alleen. Erzählungen 1920–1953. Herausgabe und Nachwort: Karlheinz Kasper. 580 Seiten. Aufbau-Verlag, Berlin 1985 (1. Aufl.)